# AGO C.I
L'AGO C.I fu un aereo da ricognizione monomotore biplano prodotto in modesta quantità dall'azienda tedesco imperiale AGO Flugzeugwerke GmbH negli anni dieci del XX secolo.
Caratterizzato dall'insolito aspetto dovuto al gruppo motoelica in configurazione spingente ed una struttura a doppia trave di coda, durante la prima guerra mondiale venne adottato principalmente dalla Luftstreitkräfte, la componente aerea del Deutsches Heer (l'esercito imperiale tedesco), e servì come base di sviluppo per le successive serie C-Typ prodotte dall'azienda.

## Storia del progetto
Durante le prime fasi della prima guerra mondiale, il rapido sviluppo dell'industria aeronautica rese necessario un costante adeguamento della flotta aerea delle varie nazioni impegnate nel conflitto. L'Idflieg, organo deputato alla gestione dell'aeronautica militare dell'Impero tedesco, emise a tal proposito una serie di specifiche atte ad ottenere velivoli dalle sempre migliori prestazioni, adeguate alle nuove esigenze belliche, da destinare ai reparti della Luftstreitkräfte, la componente aerea del Deutsches Heer (l'esercito imperiale tedesco).
Nel 1915 l'Idflieg emise una specifica per la fornitura di una nuova tipologia di velivolo da ricognizione biposto basata sui B-Typ ma che adottava un armamento difensivo. I nuovi velivoli, che assunsero la designazione di C-Typ, dovevano essere caratterizzati dallo spostamento del posto di pilotaggio all'abitacolo anteriore lasciando quindi la possibilità all'osservatore di essere dotato di una mitragliatrice, differentemente dai precedenti ricognitori dove era posizionato davanti al pilota. Questo permetteva all'equipaggio di avere capacità difensiva nei confronti della caccia nemica che si stava velocemente sviluppando.
Benché la quasi totalità dei velivoli sviluppati dalle aziende tedesco-imperiali per quel ruolo rispecchiarono quella configurazione, vi furono delle eccezioni.
La AGO Flugzeugwerke era stata fondata come divisione della precedente Gustav Otto Flugmaschinenwerke, la quale aveva riscosso un buon successo commerciale dalla produzione del proprio primo velivolo, caratterizzato dalla propulsione in configurazione spingente. Per ottemperare alla richiesta Idflieg l'azienda preferì riproporre quella stessa impostazione sfruttando l'esperienza acquisita nello sviluppo del precedente modello affidandone la progettazione all'ingegnere svizzero August Häfeli. Haefeli disegnò un velivolo dalla configurazione alare biplana abbinando una gondola centrale che integrava i due abitacoli aperti, l'anteriore destinato all'osservatore/mitragliere ed il posteriore al pilota, alle due travi di coda laterali che partendo dai montanti più interni terminavano nei due elementi verticali dell'impennaggio.
Il prototipo venne portato in volo nei primi mesi del 1915 e presentato alla commissione esaminatrice Idflieg ottenne l'autorizzazione all'avvio della produzione in serie, unico modello in dotazione all'aviazione militare tedesco-imperiale del periodo.
In seguito ne venne realizzata una versione idrovolante, identificata come C.I-W (W da Wasser, tradotto dalla lingua tedesca "acqua") prodotta in un singolo esemplare, dotato di galleggianti in sostituzione del carrello d'atterraggio.

## Tecnica

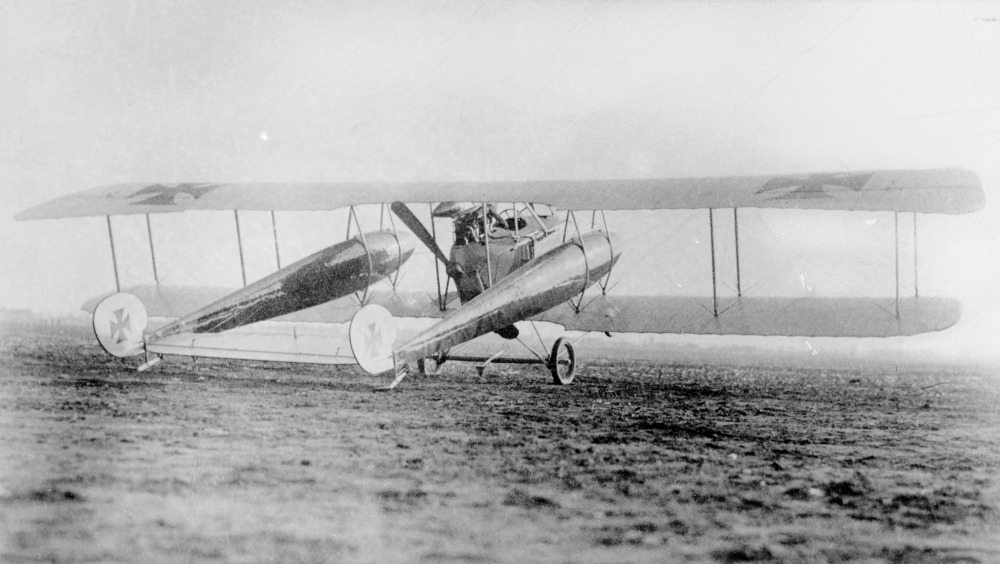
Vista posteriore.

L'AGO C.I era un velivolo dall'aspetto anticonvenzionale che riproponeva l'impostazione generale del francese Farman MF.11 o del britannico Airco DH.1, biposto monomotore ad elica spingente e carrello fisso, introducendo tuttavia alcune significative differenze.
La gondola centrale, a sezione rettangolare e realizzata con struttura in legno ricoperta di pannelli in compensato e tela trattata, era caratterizzata da due abitacoli aperti in tandem, l'anteriore destinato all'osservatore con funzione anche di mitragliere difensivo ed il posteriore al pilota.
La configurazione alare era biplana con ala superiore, posizionata alta a parasole, ed inferiore, posizionata bassa rispetto alla gondola centrale, dalla medesima apertura, collegate tra loro da una tripla coppia di montanti per lato integrati da tiranti in cavetto in acciaio. Alla coppia più interna erano collegate le due travi di coda che si prolungavano in altrettanti elementi verticali caratterizzati da una pinna dorsale triangolare abbinata ad un timone, collegati tra loro da un unico piano orizzontale integrato da tiranti.
Il carrello d'atterraggio era un quadriciclo fisso, molto semplice, montato su una struttura tubolare al di sotto della gondola centrale, dotato di ruote di grande diametro, integrato posteriormente con una coppia di pattini d'appoggio ammortizzati posizionati all'apice posteriore di ogni trave di coda.
La propulsione era affidata ad un motore in configurazione spingente, o un Mercedes D.III o un Benz Bz.III, entrambi 6 cilindri in linea raffreddati a liquido in grado di erogare una potenza rispettivamente pari a 160 PS (118 kW) e 150 PS (110 kW), posizionato all'apice posteriore della gondola centrale ed abbinato ad un'elica bipala in legno a passo fisso. L'impianto di raffreddamento prevedeva l'installazione di due radiatori posizionati ai lati della gondola centrale.
L'armamento difensivo era costituito da una singola mitragliatrice Parabellum MG 14 calibro 7,92 mm montata su supporto brandeggiabile ad anello sull'abitacolo anteriore.
Si registrano anche alcune modifiche operate sul campo dai piloti, tra cui la rimozione di parte del carrello d'atterraggio per l'installazione di attacchi per bombe da caduta, tuttavia incidenti in fase di atterraggio sconsigliarono il proliferarsi delle stesse che non furono mai ufficialmente autorizzate dall'idflieg.

## Impiego operativo

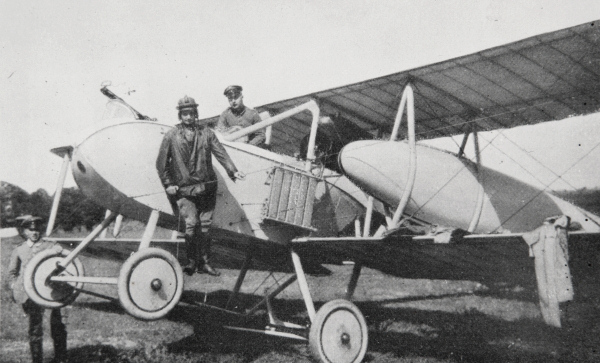
Un AGO C.I con il suo equipaggio.

Gli AGO C.I iniziarono ad essere consegnati ai reparti ai Feldflieger Abteilung (FFA) della Luftstreitkräfte nel giugno 1915 per essere impiegati sul fronte occidentale. Gli equipaggi apprezzarono le caratteristiche del modello, per la facilità di pilotaggio, di decollo, di atterraggio e per l'eccellente visibilità. Inoltre, almeno inizialmente, riuscì ad ottenere un considerevole vantaggio tattico in quanto la maggior parte dei modelli in dotazione agli avversari, britannici e francesi, erano in genere disarmati.
L'unico C.I-W venne impiegato dalla Kaiserliche Marine, la marina militare tedesco imperiale, nel ruolo di ricognitore/pattugliatore marittimo.

## Versioni
C.I
versione di serie.
C.I-W
versione idrovolante a scarponi, dotata di ala dalla diversa apertura ed equipaggiata con un motore Benz Bz.III da 150 PS (110 kW) utilizzata dalla Kaiserliche Marine.

## Utilizzatori
Germania
- Luftstreitkräfte